# Lex Roscia theatralis
La lex Roscia theatralis fue una ley romana del año 67 a. C. por la que reservaba 14 filas de buenos asientos en el teatro a los miembros del orden ecuestre. 
Fue patrocinada por el tribuno de la plebe Lucio Roscio Otón. Es de suponer que los equites o "caballeros" que gozaban de este privilegio no eran todos los que cumplían los requisitos de propiedad exigidos por el censo para ser admitidos en la orden, sino los que tenían derecho al "caballo público", un grupo más reducido y elitista. 
El poeta latino Horacio se refiere a ella satíricamente en sus Epistulae, y se pregunta si melior est an puerorum nenia (es realmente mejor que la canción infantil).